# Concejo Deliberante de La Plata
El Honorable Concejo Deliberante de La Plata es el órgano legislativo municipal del Partido de La Plata, cual es la capital de la Provincia de Buenos Aires.

## Historia

### Antecedentes
El origen del Concejo Deliberante se remonta a los inicios de la propia historia de la nación. Durante la etapa de la organización nacional, el 30 de abril de 1858 se dicta en la legislatura de la Provincia de Buenos Aires la primera Ley Orgánica Municipal(L.O.M). En esta norma se establece la constitución Administración local de los Partidos que forman la Provincia estará a cargo de una Municipalidad compuesta de un Departamento Ejecutivo, desempeñado por un ciudadano con el título de Intendente, y un Departamento Deliberativo, desempeñado por ciudadanos con el título de Concejal, compuestos por un presidente, vicepresidentes y un secretario.

### Se forma el concejo
Al solo efecto ilustrativo debemos consignar que en sus orígenes, nuestro Municipio funcionaba de conformidad con las normativas vigentes, hasta el 16 de marzo de 1886, se sanción de la L.O.M y su correspondiente Decreto Reglamentario. Entonces, La Plata tuvo la posibilidad de elegir por primera vez a sus autoridades. Sin embargo y dado que fue imposible que la misma se constituyera el 1 de julio de 1886, como lo establecía la reglamentación referida, el Poder Ejecutivo Provincial intervino designando un Comisionado que se mantuvo hasta 1891. Como las autoridades electas en 1886 nunca llegaron a constituirse, la 1.ª Municipalidad Platense recién se formalizó el 1 de enero de 1891, habiendo sido electas las mismas el 30 de noviembre de 1890.
En 1882, asume la intendencia el Juez de Paz Carlos Fajardo quien ejerce hasta la elección del presidente de comisión Bernardo Calderón	el 14 de febrero de 1884, recién en 1891 asume él de forma oficial Marcos Levalle como Intendente de la ciudad.

## El Concejo
El Concejo Deliberante de la ciudad se compone de 24 concejales elegidos mediante el sistema de representación proporcional, que asegura al partido más votado la mitad más uno de sus miembros. Los ediles duran cuatro años en sus funciones y pueden ser reelectos por una vez consecutiva, el concejo funciona en el Palacio Municipal de La Plata.
Para ser concejal se requiere:
- Ser argentino
- Tener 25 años al momento de su elección
- Tener de un año de domicilio y además cinco años de residencia si son extranjeros.[2]

| Composición del H. Concejo Deliberante de La Plata |

| Concejal / Concejala                   | Bloque | Bloque                     | Inicio del Mandato | Fin del Mandato     |      |      |
| -------------------------------------- | ------ | -------------------------- | ------------------ | ------------------- | ---- | ---- |
| Luis Federico Arias (FPG)              | Bloque | Bloque                     |                    | Unión por la Patria | 2021 | 2025 |
| María Lucia Barbier (PRO)              |        | PRO - Juntos por el Cambio | 2021               | 2025                |      |      |
| María Florencía Barcia (LLA)           |        | La Libertad Avanza         | 2023               | 2027                |      |      |
| Guillermo Arcadio Bardón (Ind.)        |        | La Libertad Avanza         | 2023               | 2027                |      |      |
| María Florencia Defeo (Ind.)           |        | La Libertad Avanza         | 2023               | 2027                |      |      |
| Gisella Juliana Di Dio (FPG)           |        | Unión por la Patria        | 2023               | 2027                |      |      |
| Pablo Emanuel Elías (PJ-LC)            |        | Unión por la Patria        | 2023               | 2027                |      |      |
| Guillermo Martín Escudero (PJ)         |        | Unión por la Patria        | 2021               | 2025                |      |      |
| Manuela Forneris (UCR)                 |        | UCR + PRO por la Ciudad    | 2021               | 2025                |      |      |
| Marcelo Gustavo Galland (PS)           |        | Unión por la Patria        | 2023               | 2027                |      |      |
| Rubén Darío Ganduglia (PRO)            |        | PRO - Juntos por el Cambio | 2023               | 2027                |      |      |
| Juan Manuel Granillo Fernández (PJ)    |        | Unión por la Patria        | 2021               | 2025                |      |      |
| Melany Ailen Horomadiuk (PRO)          |        | UCR + PRO por la Ciudad    | 2023               | 2027                |      |      |
| Lucas Lascours Ruiz (PRO)              |        | PRO - Juntos por el Cambio | 2021               | 2025                |      |      |
| Micaela Maggio (PJ)                    |        | Unión por la Patria        | 2023               | 2025                |      |      |
| Cintia Romina Mansilla (PJ)            |        | Unión por la Patria        | 2021               | 2025                |      |      |
| Juan Manuel Martinez Garmendia (PRO)   |        | PRO - Juntos por el Cambio | 2021               | 2025                |      |      |
| Julia Abigail Matheos (PRO)            |        | PRO - Juntos por el Cambio | 2021               | 2025                |      |      |
| Nicolás Luis Morzone (PRO)             |        | PRO - Juntos por el Cambio | 2023               | 2027                |      |      |
| Maria Belen Muñoz (LLA)                |        | La Libertad Avanza         | 2023               | 2027                |      |      |
| Ana Amelia Negrete (PJ-LC)             |        | Unión por la Patria        | 2021               | 2025                |      |      |
| María Ona Parrilli (PJ)                |        | Unión por la Patria        | 2023               | 2027                |      |      |
| Diego Alejandro De Jesus Rovella (UCR) |        | UCR + PRO por la Ciudad    | 2021               | 2025                |      |      |
| Gustavo Alberto Staffolani (UCR)       |        | UCR + PRO por la Ciudad    | 2023               | 2027                |      |      |

## Estructura
El concejo deliberante de la Ciudad de La Plata es uno de los poderes del gobierno municipal, se encarga de revisar y controlar los actos del poder ejecutivo municipal que encabeza del Intendente. Es un órgano legislativo que crea las normas de la ciudad. Estas normas reciben el nombre de ordenanzas y el Ejecutivo municipal es el encargado de hacerlas cumplir.
Los miembros del concejo deliberante son electos a través del voto popular y cada dos años se renueva la mitad del cuerpo. Posee un reglamento interno que establece las funciones de los sectores del concejo deliberante.
La función de un concejal es defender los derechos de los vecinos, procurándoles mayores servicios con el propósito de mejorar su calidad de vida, elevando al Departamento Ejecutivo, proyectos y propuestas para que éste los haga cumplir. Se ocupa de las obras públicas, servicios, cultura, educación, .sanidad, asistencia social, seguridad, moralidad, protección ambiental, fomento, conservación y demás estimaciones encuadradas en su competencia constitucional que coordinen con las atribuciones provinciales y nacionales.
El presidente del concejo debe representar al cuerpo en todos los actos públicos en los que se haya invitado al órgano deliberativo. Debe informar a los concejales sobre toda la información que le llegue sobre diversos temas. Es quién abre las sesiones y para hacer uso de la palabra durante la misma debe ceder la presidencia al vicepresidente primero.
El Secretario Administrativo y el secretario legislativo son los que redactan el guion que sirve para que las sesiones lleven un orden y no sean confusas. Es además quién certifica el resultado de las votaciones del concejo. Da validez a los documentos a través de su firma, entre otras funciones específicas como velar por el cuidado de los archivos del cuerpo.
sarrollo del capital humano y social de nuestra comunidad.

### Comisiones de Trabajo
En la primera sesión ordinaria del período anual del Honorable Concejo Deliberante se procederá a constituir las Comisiones Internas, las que tendrán por objeto facilitar la tarea del Cuerpo Deliberativo. La conformación de las mismas podrá modificarse en sesiones ordinarias en caso de reestructuración o cambios de reglamento.
Las Comisiones del Concejo estarán integradas por 9 (nueve) miembros que determine el cuerpo, con excepción de la Comisión Plenaria. Honorable Concejo Deliberante tendrá 5 (cinco) comisiones internas permanentes de asesoramiento, que estarán determinadas según la temática que las mismas aborden. Se denominarán de la siguiente manera:
- Plenaria

Esta Comisión estará integrada por el presidente y la totalidad de los concejales bajo la Presidencia del primero. La misma se reunirá en los días y horarios acordados en la primera sesión ordinaria de cada año. Serán funciones de la Comisión:
- Obras y Servicios Públicos, Urbanismo, Industria y Producción

- Legislación Interpretación y Reglamento

- Hacienda, Presupuesto y Cuentas

- Planeamiento, Urbanismo y Tierras

- Transporte y Tránsito

- Desarrollo Local, Industrial y Producción

- Seguridad Pública y Derechos Humanos

- Equidad Y Género

- Obras y Servicios Públicos

- Salud y Medicina Social

- Cultura y Educación y Deportes

- Medio Ambiente y Calidad de Vida

- Turismo

- Labor Legislativo

- Comisión de Seguimiento del Fondo Educatico

## Funcionamiento
El período de sesiones comienza el 1 de marzo de cada año y concluye el 30 de noviembre, aunque el Concejo está facultado para prorrogarlo por hasta treinta días más.
Al celebrarse la primera sesión de cada año, el Intendentes es invitado a dar un discurso para exponer acerca de la marcha de la gestión municipal, en tanto que los concejales eligen de entre sus miembros a aquellos que integrarán las distintas comisiones permanentes.
En la sesión preparatoria. Se reunirá el Concejo Deliberante en sesión preparatoria integrada con los nuevos electos diplomados por aquella y los concejales que no cesen en sus mandatos, cuando corresponda la renovación parcial del Honorable Cuerpo. Esta Sesión será presidida por el concejal de mayor edad de la lista que hubiere triunfado en la elección, oficiando como Secretario el concejal más joven del Concejo. En la misma sesión preparatoria, el Concejo procederá a elegir Presidente, Vicepresidente 1.º, Vicepresidente 2.º y Secretario del Cuerpo.
La presidencia del Concejo Deliberante, que no participa de los debates sino para dirigirlos y carece de derecho a voto, con excepción de aquellos casos en que se produjera un empate entre los concejales. Junto a la elección de los miembros de las comisiones.
Los concejales y el Departamento Ejecutivo Municipal cuentan con iniciativa parlamentaria y pueden presentar proyectos para su tratamiento por el Concejo. Los expedientes son ingresados y girados a las comisiones correspondientes en razón de la temática a la que refieran, que los analizan en primer término y de forma previa a su tratamiento en el recinto.